# Valdemar Mota
Pour les articles homonymes, voir Mota.
Waldemar Mota da Fonseca dit Valdemar Mota (né le 18 mars 1906 à Porto et mort en avril 1966) est un footballeur portugais des années 1930.

## Biographie
Pouvant évoluer comme milieu de terrain et comme attaquant, Valdemar Mota est international portugais à vingt-et-une reprises (1928-1936) pour quatre buts inscrits (trois contre l'Italie et un contre le Chili). Il participe aux JO de 1928, jouant les trois matchs des lusitaniens, inscrivant un but contre le Chili et est expulsé contre la Yougoslavie. Le Portugal est éliminé en quart-de-finale.
Il fait toute sa carrière au FC Porto, de 1926 à 1937, remportant une coupe en 1932 et un championnat du Portugal en 1935.

## Palmarès
- Coupe du Portugal de football
  - Vainqueur en 1932
- Championnat du Portugal de football
  - Champion en 1935
  - Vice-champion en 1936